# Phaonia steinii
Phaonia steinii este o specie de muște din genul Phaonia, familia Muscidae. A fost descrisă pentru prima dată de Gabriel Strobl în anul 1898. Conform Catalogue of Life specia Phaonia steinii nu are subspecii cunoscute.